# Marco Kasper
Marco Kasper, född 8 april 2004 i Innsbruck, är en österrikisk professionell ishockeyforward som spelar för Detroit Red Wings i National Hockey League (NHL).
Han har tidigare spelat för Rögle BK i Svenska Hockeyligan (SHL) och EC KAC II i Alps Hockey League.
Kasper draftades av Detroit Red Wings i första rundan i 2022 års draft som åttonde spelare totalt.

## Statistik
| 2019–2020  | EC KAC II         | Alps Hockey League | 3   | 1  | 1  | 2  | 0  | —  | — | — | — | —  |
| 2020–2021  | Rögle BK          | SHL                | 10  | 0  | 1  | 1  | 4  | 6  | 0 | 0 | 0 | 0  |
|            | Rögle BK          | J20 Nationell      | 6   | 2  | 0  | 2  | 6  | —  | — | — | — | —  |
|            | Rögle BK          | J18 Regional       | 7   | 3  | 5  | 8  | 29 | —  | — | — | — | —  |
| 2021–2022  | Rögle BK          | SHL                | 46  | 7  | 4  | 11 | 17 | 13 | 3 | 3 | 6 | 9  |
|            | Rögle BK          | J20 Nationell      | 12  | 6  | 7  | 13 | 10 | 1  | 1 | 2 | 3 | 0  |
| 2022–2023  | Rögle BK          | SHL                | 52  | 8  | 15 | 23 | 72 | 9  | 0 | 3 | 3 | 6  |
|            | Detroit Red Wings | NHL                | 1   | 0  | 0  | 0  | 0  | —  | — | — | — | —  |
| NHL totalt | NHL totalt        | NHL totalt         | 1   | 0  | 0  | 0  | 0  | —  | — | — | — | —  |
| SHL totalt | SHL totalt        | SHL totalt         | 108 | 15 | 20 | 35 | 93 | 28 | 3 | 6 | 9 | 15 |

### Internationellt
| Källa: Uppdaterad: 2023-04-08 | Källa: Uppdaterad: 2023-04-08 | Källa: Uppdaterad: 2023-04-08 |         | Utv = Utvisningsminuter | Utv = Utvisningsminuter | Utv = Utvisningsminuter | Utv = Utvisningsminuter | Utv = Utvisningsminuter |
| År                            | Lag                           | Mästerskap                    | Matcher | Mål                     | Assists                 | Poäng                   | Utv                     |                         |
| ----------------------------- | ----------------------------- | ----------------------------- | ------- | ----------------------- | ----------------------- | ----------------------- | ----------------------- | ----------------------- |
| 2021                          | Österrike                     | JVM                           | 4       | 0                       | 1                       | 1                       | 2                       |                         |
| 2022                          | Österrike                     | VM                            | 7       | 0                       | 2                       | 2                       | 0                       |                         |
| Junior totalt                 | Junior totalt                 | Junior totalt                 | 11      | 7                       | 4                       | 11                      | 6                       |                         |
| Senior totalt                 | Senior totalt                 | Senior totalt                 | 47      | 10                      | 25                      | 35                      | 34                      |                         |